# Правый сектор
«Правый сектор» (укр. Правий сектор) — изначально неформальное объединение активистов ряда украинских националистических («национально ориентированных») ультраправых организаций, образовавшееся в ходе протестных акций в Киеве (декабрь 2013 — февраль 2014).
В 2015 году лидер организации Дмитрий Ярош покинул ряды «Правого сектора», что привело к упадку.

## История
Первую известность получило своим участием 1 декабря 2013 года в столкновениях с внутренними войсками и спецподразделениями МВД Украины, охранявшими здание Администрации президента, а также в захвате нескольких административных зданий — один из этажей захваченного Дома профсоюзов они и занимали в ходе Евромайдана. В Российской Федерации «Правый сектор» признан экстремистской организацией, его деятельность запрещена.
Андрей Тарасенко, один из лидеров «Тризуба» и «Правого сектора», в интервью радиостанции «Эхо Москвы» в январе 2014 года заявил, что «Правый сектор» начал формироваться в первые же дни протестов, 23-24 ноября 2013 года.
Как отмечали в середине января 2014 года аналитики Киевского центра политических исследований и конфликтологии, уже с первых дней протестов среди их участников появилось разделение на основную массу, которая полагала, что «новый» Майдан должен копировать мирный Майдан-2004, и так называемый «правый сектор» (футбольные ультрас, «Свобода», «Патріот України» (Социал-национальная ассамблея) и др.), рассматривавший Майдан лишь как удобный повод для начала «национальной революции», которая, по словам Яроша, должна была завершиться «полным устранением режима внутренней оккупации и получением украинского национального государства с системой всеохватывающего национального народовластия». Лидеры парламентской оппозиции (даже председатель партии ВО «Свобода» Олег Тягнибок) старались дистанцироваться от радикалов и первоначально называли их провокаторами. Лидеры «Правого сектора», впрочем, сравнительно долго держались в тени, вдали от публичной политики — по мнению специалистов[каких?], это объясняется тем, что изначально «Правый сектор» представлял собой достаточно искусственное объединение мало совместимых сил, между которыми систематически возникали конфликты. На Майдане их объединил радикализм взглядов (в этой связи упоминается один из украинских олигархов Пётр Порошенко, будущий президент Украины).
Лишь в конце января 2014 года лидеры «Правого сектора» начали выдвигать властям свои собственные требования, позиционируя себя как самостоятельную общественно-политическую силу, и заявили о желании выступить в качестве третьей стороны в переговорах между властью и парламентской оппозицией. «Правый сектор» требовал полной «перезагрузки» власти, реформирования органов юстиции, правоохранительных органов, спецслужб. 20 февраля Дмитрий Ярош лично встречался с президентом Виктором Януковичем и, по собственным словам, отказался принять предложение президента о перемирии. 21 февраля, при публичном объявлении лидерами парламентской оппозиции условий подписанного с президентом Януковичем Соглашения об урегулировании политического кризиса на Украине, Дмитрий Ярош заявил, что в Соглашении отсутствуют чёткие обязательства в отношении отставки президента, роспуска Верховной рады, наказания руководителей силовых ведомств и исполнителей «преступных приказов, в результате которых были убиты около сотни украинских граждан», назвал Соглашение «очередным замыливанием глаз» и заявил об отказе выполнять его.
В новой структуре украинской власти «Правый сектор» с самого начала претендовал на особую роль в силовом блоке, а Дмитрий Ярош, выдвинувший свою кандидатуру на внеочередных президентских выборах, именовал себя «главнокомандующим» «Правого сектора».
22 марта 2014 года на закрытом съезде в Киеве было принято решение преобразовать «Правый сектор» в политическую партию «на юридической и кадровой базе» партии «Украинская национальная ассамблея» (УНА-УНСО), которая была переименована в партию «Правый сектор». Однако, как было заявлено, помимо партии «Правый сектор» продолжили существование и общественная организация, и так называемый «силовой блок».
По заявлению руководителя информационного сектора «Правого сектора» Борислава Берёзы от 4 июня 2014 года, «Правый сектор» обязался всецело поддерживать все действия новоизбранного президента Украины Петра Порошенко «по объединению и сохранению Украины, по наведению порядка на востоке Украины». В этих целях «Правый сектор» заявил о готовности мобилизовать более 5 тысяч человек, если им гарантируют обеспечение, вооружение и «нормальное сотрудничество со всеми госструктурами». 16 июля 2014 года Ярош объявил о создании «Добровольческого украинского корпуса» на базе силового блока «Правого сектора» для «борьбы с московской агрессией, уничтожения врагов украинского народа — террористов и сепаратистов, возвращения под полный контроль государства Донецкой и Луганской областей и Крымского полуострова». С этого времени «Правый сектор» позиционировал себя как Национально-военное движение (укр. Національний військовий рух). Движению, однако, так и не удалось на организационном уровне легализовать свою деятельность и интегрироваться в государственные и силовые структуры, что привело к резкому изменению в его отношении к руководству Украины, которое теперь в официальных документах «Правого сектора» именуется «режимом внутренней оккупации», чьи действия, по мнению руководства ПС, «не имеют ничего общего с нашими национальными интересами». В частности, в сентябре 2014 года Дмитрий Ярош осудил принятие Верховной радой по инициативе президента Порошенко закона о статусе отдельных районов Донбасса, назвав его антиконституционным и антигосударственным.

21 июля 2015 года на чрезвычайном всеукраинском съезде, созванном после очередного столкновения с властью в Мукачеве, было объявлено о переименовании «Правого сектора» в Национально-освободительное движение (укр. Національний визвольний рух) (укр. НВР Правий сектор) в связи с началом «нового этапа революционной борьбы»: 
Национально-освободительное движение «Правый сектор» — организованное движение, которое ставит своей целью украинское национальное освобождение от внешней и внутренней оккупации и создание государства. Миссией движения является создание и развитие Украинского Самостоятельного Соборного Государства — национального государства украинцев, путём национальной революции.
Военным крылом движения является Добровольческий украинский корпус (лидер Андрей Стемпицкий), политическим — партия «Правый сектор» (Андрей Тарасенко). Имеется также некое «молодёжное движение» — «Правая молодёжь».
Лидером (укр. провідник) «Правого сектора» изначально являлся Дмитрий Ярош, один из руководителей украинской националистической организации «Тризуб». 11 ноября 2015 года он заявил, что слагает с себя полномочия лидера движения. Движение возглавил Андрей Тарасенко, избранный на IV съезде ПС, прошедшем 19 марта 2016 года.
В опубликованном в начале июня 2016 года докладе спецдокладчика ООН по вопросу о внесудебных казнях, казнях без надлежащего судебного разбирательства и произвольных казнях «Правый сектор» отнесён к числу «склонных к насилию ополчений, которые действуют в качестве самостоятельной силы благодаря официальному потворству на высоком уровне и при почти полной безнаказанности». В частности, речь идёт о насилии над людьми (журналистами, писателями), с убеждениями которых они не согласны, а также об угрозах применения насилия в адрес адвокатов и судей. Авторы доклада заявили: «…ультранационалистические группы и другие вооружённые формирования, такие как „Правый сектор“, „Свобода“ и „Самооборона“, должны быть признаны незаконными и реально разоружены, распущены и привлечены к ответственности или подчинены закону. Акты насилия или запугивания со стороны лидеров и членов этих групп не должны встречать попустительства государства на любом уровне, а подстрекательство с их стороны к насилию и ненависти по отношению к другим общинам следует наказывать».

## Название
По версии журналистов Reuters, первоначальную основу группировки составили футбольные фанаты-националисты, которые на стадионе традиционно размещались в правом секторе. Отсюда и название «Правый сектор».
Андрей Пастушенко («Седой», участник Евромайдана), на пресс-конференции 10 апреля 2014 года высказал версию, что название «Правый сектор» возникло в ночь с 24 на 25 ноября 2013 года:

Где-то в два ночи начал накрапывать дождь. Чтобы вы понимали — милиция тогда панически боялась даже какого-либо движения в сторону установки палаток. Девушки пробовали накрыться обычной клеёнкой. И здесь сразу рванула милиция. Они подумали, что там реально ставят палатки. И Володя Стретович, выступая тогда с трибуны, крикнул через микрофон: «Парни-националисты, держите правый сектор!», то есть защищайте правую сторону.— А. Пастушенко (Седой) о начале Майдана и Правого Сектора

## Состав, структура, вооружение в период Евромайдана
Группировка, созданная по инициативе украинской националистической организации «Тризуб им. Степана Бандеры» (с самого начала игравшей в «Правом секторе» ведущую роль), изначально объединяла несколько праворадикальных организаций — «Патриот Украины» (Соціал-національна асамблея), УНА-УНСО, «Білий Молот», «Карпатська Січ», а также футбольных «ультрас». У неё отсутствовала чёткая структура управления и формальные лидеры, координация действий происходила с помощью социальных сетей и мобильной связи. Информационными каналами «Правого сектора» являются сайт организации «Тризуб», а также собственные страницы в сетях Facebook и Vkontakte.
Агитацию, сбор средств и вербовку «Правый сектор» осуществлял, в частности, через УНА-УНСО, имеющую статус легальной партии. Именно через неё «Правый сектор» из Киева осуществлял координацию действий по захвату областных госадминистраций на Западе Украины в январе 2014 года. Среди представителей УНА-УНСО, делегированных в «Правый сектор», числились руководитель политсовета Александр Музычко (прозвище «Саша Билый»), член центрального руководства ОУН Роман Коваль, Юрий Шухевич (председатель УНА-УНСО), Николай Карпюк (заместитель председателя УНА-УНСО), Игорь Мазур («Тополь»), Валерий Воронов («Вульф»), Владислав Мирончик («Мирон»), Юрий Довженко («Ганс», «Дитрих», «Артур», «Ратибор») и Валерий Бобрович («Устим»).
«Правый сектор» формально входил как отдельная «сотня» в «Самооборону Майдана», но фактически лишь координировал свои действия с её руководителем Андреем Парубием.
14 февраля 2014 года «Правый сектор» объявил о сформировании своего политического совета и потребовал от «демократической парламентской оппозиции», учитывая необходимость единства оппозиционных сил и роль «Правого сектора» в протестных акциях, начать с политическим советом «Правого сектора» консультации относительно участия его представителей в политическом процессе, направленном на урегулирование противостояния.
Как утверждал в начале февраля 2014 года Дмитрий Ярош, «Правый сектор» сосредоточил в своих руках целый арсенал оружия, которого «достаточно, чтобы защитить всю Украину от внутренних оккупантов». В ходе противостояния с силами правопорядка боевики «Правого сектора» использовали дубинки, булыжники, «коктейли Молотова» и даже метательные машины, построенные по образцу средневековых осадных орудий.

## Участие в резонансных силовых акциях
Андрей Тарасенко, один из лидеров «Тризуба» и «Правого сектора», в интервью радиостанции «Эхо Москвы» заявил, что «Правый сектор» начал формироваться в первые же дни протестов, 23—24 ноября 2013 года. Украинский политолог Владимир Корнилов ещё в начале событий приводил доказательства того, что активисты «Правого сектора» начали координировать свои действия уже в преддверии разгона Евромайдана в ночь с 29 на 30 ноября и во время начавшейся силовой акции против участников Евромайдана своей агрессивностью спровоцировали милицию на ответную жёсткость в отношении тех, кто остался на площади Независимости (тогда как сами провокаторы организованно покинули её). Вот как впоследствии описывал эти события веб-сайт «Бандеровец» — официальный сайт организации «Тризуб»: «Националисты „Правого сектора“ вступили в неравную схватку со спецподразделениями мусоров и, оказывая яростное сопротивление, до последнего сдерживали натиск хорошо экипированных и вышколенных шакалов». Участие «Правого сектора» в ночных событиях подтвердил и Ярош. Корнилов указывает, что он отметил небывалое повышение активности ультраправых интернет-форумов сразу же после известия о срыве подписания Соглашения об ассоциации Украины и Европейского союза, то есть ещё до событий 29/30 ноября.

30 ноября 2013 года телевизионные каналы демонстрировали видеосюжеты о том, как «на Михайловской площади формируются отряды самообороны» — на них были запечатлены те же люди в масках и с такими же дубинками, какие днём позже будут зафиксированы телекамерами в ходе штурма правительственного квартала на ул. Банковой. Весь день и ночь накануне митинга 1 декабря в интернете шли призывы к мобилизации «Правого сектора». Боевиков тщательно инструктировали, как следует вооружаться и как следует нападать на милицию:
Берите баллоны с краской, любой… Заливайте их не газом, а краской — каски. Не будет им видно, будут вынуждены их снимать… Ножи, портите шины всему, чему только можно, создавайте проблемы с движением на улицах (пусть все простят, время такое)… Баллон газовый, желательно несколько, лучше использовать в закрытых помещениях. Выгоняйте всех из подземок на улицу.
Именно боевики из «Правого сектора» стали основной силой в нападениях на милицейские кордоны в правительственном квартале Киева 1 декабря, вопреки заявлениям лидеров парламентской оппозиции, что эти нападения совершили некие «провокаторы», действующие по указаниям властей. Объявив сгоряча инициаторов штурма правительственного квартала «провокаторами» и «титушками», лидеры оппозиции уже вскоре начали добиваться их освобождения. Олег Однороженко, идеолог организации «Патриот Украины», входящей в «Правый сектор», ещё в декабре прямо заявлял, что основные участники событий 1 декабря у администрации президента на Банковой — это «правые активисты» и что «действовали там те самые „провокаторы“, которые [в тот же день] заняли для митингующих Киевсовет и Дом профсоюзов». Про участие украинских ультраправых в стычках с милицией уже тогда говорили многие специалисты, но вплоть до событий 19 января вся подобная информация проходила мимо широкой аудитории, воспринимавшей участников любых столкновений вокруг Майдана исключительно как «титушек».
<…>

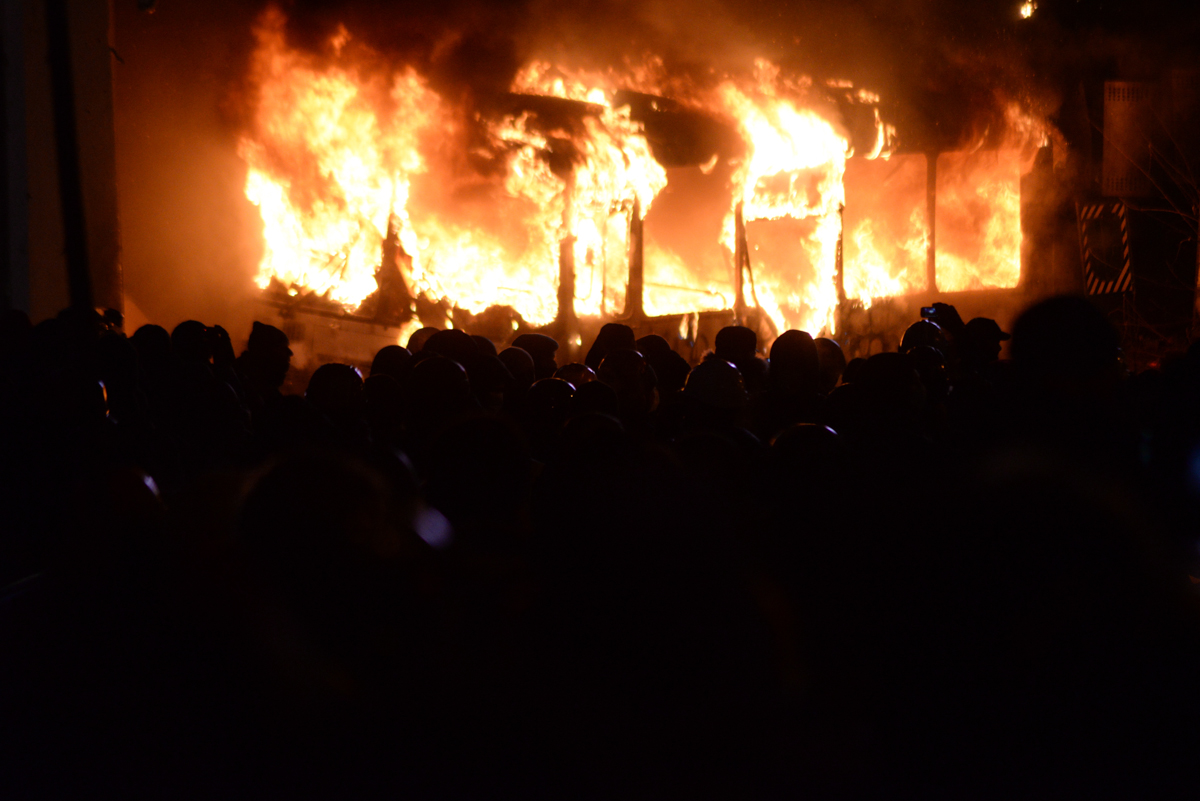
Подожжённый автобус на улице Грушевского 19 января 2014 года

19 января 2014 года боевики из «Правого сектора», как позднее выразился Ярош, «придали новый импульс революции», Ярош утверждал, что именно принятие «диктаторских законов» 16 января послужило толчком для их радикальных действий. — начали уличные бои в Киеве в районе улицы Грушевского и Европейской площади, пытаясь прорваться к зданиям правительства и Верховной рады Украины.
19 января, в ходе девятого «народного вече», не получив ответа от парламентской оппозиции о едином лидере сопротивления, лидер Автомайдана С. Коба заявил с трибуны: «Пусть они определяются, а мы идём под Верховную раду и будем стоять там, пока не отменят позорные законы». Активисты «Правого сектора» и Автомайдана, а за ними и 3-4 тысячи обычных участников вече, направились на Европейскую площадь, где перелезли через КамАЗы и попытались прорваться сквозь кордон. Завязалась драка с милицией, которая была вынуждена применить светошумовые и газовые гранаты. Позже со стороны нападавших были использованы дымовые шашки, файеры и бутылки с зажигательной смесью, которыми подожгли блокирующие проход грузовики и автобусы. Со стороны милиции был использован водомёт и резиновые пули.
Ночью 20 января «Правый сектор» взял на себя ответственность за столкновения на улице Грушевского. Его представитель сообщил, что активисты пришли, чтобы охранять людей: «А что остаётся митингующим, простым украинцам, когда в стране введена диктатура и царит режим внутренней оккупации?».

## Позиционирование в качестве самостоятельной общественно-политической силы
Хотя «Правый сектор» не возник из ниоткуда, многие либералы и средства массовой информации предпочитали не замечать его появление и существование. «Правый сектор» подвергался критике как внутри Украины, так и за её пределами: все лидеры парламентской оппозиции (В. Кличко, О. Тягнибок, А. Яценюк) ещё в начале протестных акций (1 декабря) осудили нападения боевиков «Правого сектора» на милицию и охарактеризовали их как провокаторов. Когда один из лидеров оппозиции В. Кличко 19 января попытался остановить насилие и предотвратить столкновение с милицией, его освистали, после чего он получил в лицо струю из порошкового огнетушителя. Арсений Яценюк, пытаясь дистанцироваться от радикалов, заявлял в то время: «Это не наш путь, это путь Януковича». Госдепартамент США, требовавший от президента Виктора Януковича продолжать переговоры с оппозицией, одновременно подвергал резкой критике действия «Правого сектора»: «Агрессивные действия членов крайне правой группировки „Правый сектор“ неприемлемы, они нагнетают страсти на улицах и подрывают усилия мирных участников протестов».

Ярош жаловался в интервью «Украинской правде» (04.02.2014):
А если говорить про всю оппозицию, то по большому счёту у нас отношений никаких. Они не замечают нашего существования. Мне кажется, что это большая ошибка оппозиции, что они не учитывают силы афганцев, тот же «Правый сектор», да даже «Самооборону».
Мне кажется, что даже у Андрея Парубия не совсем всё так просто с координацией действий с этой тройкой лидеров оппозиции…
Меня, например, удивляет, что после 19 числа лидеры оппозиции не поднялись наверх и не поблагодарили ребят.

А вот что заявлял 20 января 2014 года по поводу парламентской оппозиции заместитель Яроша Андрей Тарасенко: 
- Каково ваше отношение к оппозиционным партиям Батькивщина, УДАР и Свобода?
- Мы постоянно пытаемся координировать с ними деятельность, но, к сожалению, революционности в них слишком мало. Соответственно, мы постоянно выдвигаем условия. Украинцы сами требуют от оппозиции делать конкретные шаги. И мы, в том числе, заставляем оппозицию действовать, а не сидеть сложа руки. Если поднимете заявления Правого сектора за последнее время, то увидите, что процентов 70 % наших условий они вынуждены выполнять…
27 января лидеры «Правого сектора» (Дмитрий Ярош, главный командир «Тризуба» А. Стемпицкий и заместитель главы УНА-УНСО Н. Карпюк), позиционируя себя как самостоятельную общественно-политическую силу, выдвинули власти свои требования:
- проведение конституционной реформы;
- прекращение силовых действий в отношении оппозиции;
- объявление полной амнистии — освобождение всех без исключения участников протестных акций и закрытие всех уголовных дел и производств;
- привлечение к ответственности правительства Азарова;
- переформатирование Центральной избирательной комиссии;
- отмена законов от 16 января;
- роспуск спецподразделения «Беркут» и формирование качественно иного спецподразделения МВД;
- наказание виновных в убийствах, издевательствах и избиениях протестующих;
- розыск пропавших активистов Майдана;
- легализация спортивно-патриотических организаций;
- недопущение к власти дискредитировавших себя политических деятелей. «Правый сектор», таким образом, требовал полной «перезагрузки» власти, реформирования органов юстиции, правоохранительных органов, спецслужб[21][55].

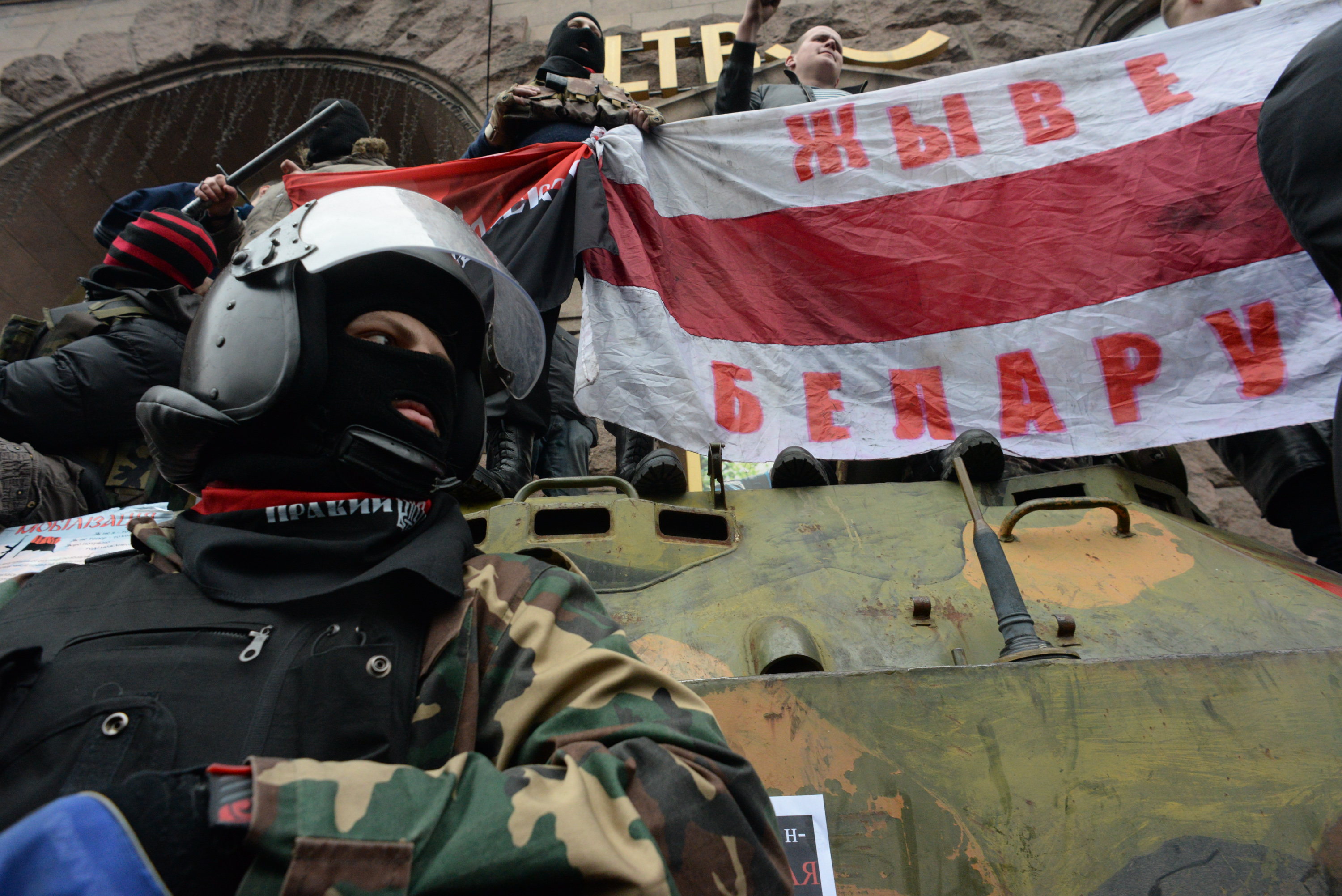
Боец Самообороны Майдана. Киев, 22 февраля 2014 года.

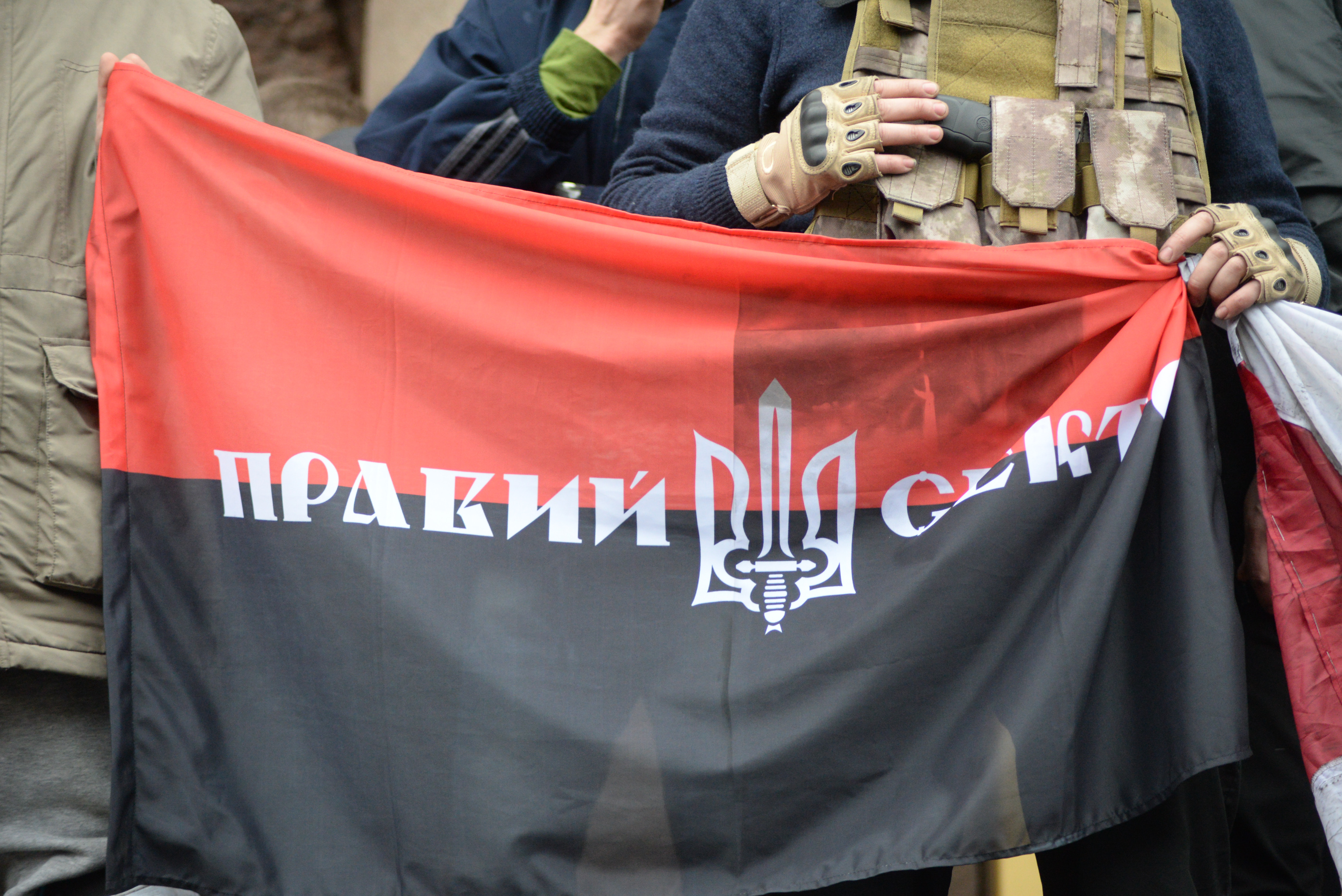
Киев, 22 февраля 2014 года.

31 января на пресс-конференции представители «Правого сектора» и ветеранов-афганцев заявили о желании выступить в качестве третьей стороны в переговорах между властью и парламентской оппозицией. Переговоры, однако, прошли без их участия.
10 февраля Дмитрий Ярош объявил на своей странице в одной из социальных сетей, что «Правый сектор» намерен возобновить активные действия и не обязан «продлевать перемирие с властью»: «Ставя себе за цель победоносное завершение Национальной революции, но осознавая все опасности, которые тяготеют над относительно независимым государством Украиной, „Правый сектор“ согласился на перемирие. Мы предлагали и оппозиции, и тем отдельным представителям нынешнего режима, которые не потеряли остатков здравого смысла, свой сценарий решения ситуации в стране», однако, по его словам, большинство требований «не были выполнены в достаточной мере». Ярош призвал участников протестов «приготовиться к общенациональной мобилизации с перспективой дальнейшего блокирования правительственного квартала».
14 февраля «Правый сектор» объявил о сформировании политического совета (політичний провід, куда вошли руководители составляющих его организаций) и потребовал от «демократической парламентской оппозиции», учитывая необходимость единства оппозиционных сил и роль «Правого сектора» в протестных акциях, начать с политическим советом «Правого сектора» консультации относительно участия его представителей в политическом процессе, направленном на урегулирование противостояния.
16 февраля «Правый сектор», пытаясь снять с себя обвинения в терроризме, провокаторской деятельности и экстремизме, обратился к США, ЕС, ООН и странам Европы с заявлением, которое было размещено на его странице в социальной сети «Вконтакте». «Правый сектор» обвинил государственную власть в разгуле коррупции и развязывании войны против собственного народа — поэтому, по мнению политсовета движения, все обвинения в адрес «Правого сектора» в экстремизме и провокаторстве были абсолютно безосновательными.
К середине февраля переговоры между президентом Украины Виктором Януковичем и лидерами парламентской оппозиции привели к уступкам со стороны властей: на внеочередном заседании Верховной рады были отменены законы от 16 января, объявлена и осуществлена амнистия для участников массовых беспорядков, принята отставка премьер-министра Николая Азарова и кабинета министров, президент Янукович согласился пойти на формирование коалиционного правительства, оппозиция приступила к частичному разблокированию улиц в центре Киева и освободила остававшиеся под её контролем здания Киевской государственной городской администрации и областных администраций. Однако 17 февраля, «Правый сектор» привёл в полную готовность все свои подразделения в Киеве и регионах в связи с «мирным наступлением», объявленным «Штабом национального сопротивления». Столкновения, возобновившиеся в результате «мирного наступления» колонны вооружённых активистов на Верховную раду, привели к срыву наметившейся стабилизации ситуации и массовому кровопролитию в центре Киева. В течение дня и последовавшей ночи погибло 25 человек, более 350 получили ранения, свыше 250 были госпитализированы. Всего за период с 18 по 21 февраля, по уточнённым данным Минздрава Украины, в Киеве погибли 77 человек.
20 февраля Дмитрий Ярош лично встречался с президентом Виктором Януковичем и, по его словам, отказался принять предложение президента о перемирии. 21 февраля, при публичном объявлении лидерами парламентской оппозиции условий подписанного с президентом Януковичем Соглашения об урегулировании политического кризиса на Украине, именно представители «Правого сектора» заявили, что их не устраивает оговорённая в документе постепенность политических реформ, и потребовали немедленного ухода в отставку президента Януковича — в противном случае они заявили о намерении пойти на штурм администрации президента.

## Деятельность после смены власти на Украине
22 февраля 2014 года Ярош призвал к запрету деятельности Партии регионов и КПУ как «антинародных, антиукраинских сил, на совести которых лежат многочисленные несчастья украинского народа»: «Первая является костяком нынешнего уголовно-олигархического режима и, слившись с государственным аппаратом, фактически обеспечивает господство в стране отчётливо авторитарной диктатуры. Вторая является правопреемницей оккупантов-большевиков и ныне представляет собой важный элемент преступной олигархической системы». Специалисты отмечают, что ненависть Яроша к КПУ и её лидеру П. Симоненко имеет давние корни: в ходе президентских выборов 1999 года организация «Тризуб», которой руководил Ярош, впервые выступила в поддержку Леонида Кучмы, мотивируя это необходимостью противостоять коммунистической угрозе, персонализированной в лице Петра Симоненко. В своих агитационных листовках «Тризуб» называл Кучму «настоящим украинским державником», что в то время подорвало репутацию «Тризуба» и возмутило многих радикальных националистов. В 2001 году, во время акций «Украина без Кучмы», газета «Бандеровец» жёстко критиковала протестующих, а активисты «Тризуба» нападали на колонны КПУ и СПУ.
26 февраля на Майдане были представлены кандидатуры формируемого правительства (см. Правительство Яценюка), в котором Ярошу предлагалась должность заместителя секретаря СНБО Украины.
6 марта назначенный Верховной радой премьер-министром Украины Арсений Яценюк подписал распоряжение об увольнении трёх заместителей министра обороны Украины — Александра Олейника, Владимира Можаровского и Артуро Франциско Бабенко — в связи с тем, что они на закрытом совещании в минобороны Украины резко высказались против придания боевикам «Правого сектора» статуса регулярных военизированных подразделений.
7 марта руководство «Правого сектора» потребовало от властей открыть военные арсеналы для их отрядов. Дмитрий Ярош заявил, что «консервативные подходы» руководства силовых структур не позволяют навести порядок в стране и исключить антимайдановские протесты в восточных и южных регионах Украины. Ярош предложил передать «Правому сектору» часть оружия и военной техники, а также несколько войсковых учебных центров, необходимых «для качественной подготовки бойцов „Правого сектора“, так как им предстоит участвовать в обеспечении территориальной целостности Украины».
8 марта Ярош заявил на пресс-конференции для украинских и зарубежных СМИ о своём намерении участвовать во внеочередных президентских выборах. По его словам, соответствующее решение принял политсовет организации.
12 марта политсовет движения «Правый сектор» предупредил новые власти Украины о недопустимости переноса выборов президента и потребовал проведения внеочередных выборов на всех уровнях власти с целью «полной перезагрузки» страны.
Как стало известно из заявления политсовета движения «Правый сектор», движение приступило к созданию своих подразделений на востоке Украины («Правый сектор (Восток)») — в Харьковской, Донецкой, Полтавской и Луганской областях — для координации деятельности движения в масштабах всей страны. Руководителем силового блока движения на востоке страны был назначен Андрей Билецкий, выпущенный из СИЗО в начале марта как политический заключённый, политическим руководителем — Илья Кива. Руководителем группировки «Правый сектор» в Ровенской области и координатором структур «Правого сектора» на Западной Украине до своей гибели был Александр Музычко (Саша Белый).
18 марта 2014 года Ярош заявил, что активисты его движения не будут разоружаться. Он также заявил, что никто из них не намерен вступать в ряды воссоздаваемой на Украине Национальной гвардии.
Руководитель силового блока «Правого сектора (Восток)» Андрей Билецкий заявил, что ожидает начала новой «революции» на Украине: «Я лично верю во вторую революцию, потому что дело сделано даже не на 30 %… В Харькове все решают полностью „регионалы“. Структура их власти не распалась. Они входят в сговор с нынешней властью с огромной скоростью, и я верю, что нужна вторая революция … Эта власть имеет небольшой лимит легитимности — до выборов. Времени у них осталось немного. Мы к ним относимся всё критичнее с каждым днём». Руководитель пресс-службы «Правого сектора (Восток)» Игорь Мосийчук, в свою очередь, сообщил, что «Правый сектор (Восток)» и Социал-национальная ассамблея начинают формирование «Русского легиона», который будет состоять из российских добровольцев, выразивших желание защищать Украину: «Они собираются воевать под Корниловским флагом. Он имеет красно-чёрные цвета, и мы будем помогать им формировать „Русский легион“, который будет воевать на стороне Украины с путинской властью… Они были в Киеве во время революции, отражали наступление „Беркута“ под КГГА, и сейчас они едут в Киев, чтобы формировать отряды, проходить обучение, и затем командование „Русского легиона“ вместе с руководством „Правого сектора“ будет решать, будут ли они действовать в рамках „Правого сектора (Восток)“ по борьбе с сепаратистами или будут „5-й Украинской колонной“ на территории РФ».
22 марта 2014 года на закрытом съезде в Киеве было принято решение преобразовать «Правый сектор» в политическую партию на юридической и кадровой базе партии «Украинская национальная ассамблея» (УНА-УНСО), которая была переименована в партию «Правый сектор». Руководителем партии был избран Дмитрий Ярош, которого партия решила выдвинуть кандидатом на внеочередных президентских выборах. Ранее председатель киевской организации «Правого сектора» Андрей Тарасенко сообщал о намерении партии идти на выборы в Киеве и всех местных советах. Ярош, однако, 29 марта подал в ЦИК полный пакет документов для регистрации кандидатом в президенты Украины на внеочередных выборах как самовыдвиженец и 1 апреля был зарегистрирован ЦИК Украины.
31 марта Ярош в своём видеообращении заявил, что партия «Правый сектор» инициирует создание Трибунала «Небесной сотни»: «Прошёл месяц с тех пор, как украинский народ, ведя нелёгкую борьбу, сбросил кровавый режим Януковича, заплатив за эту победу сотней человеческих жизней. За месяц те, кто должен это делать, и соответствующие структуры, не сделали ничего, чтобы привлечь к ответственности и наказать тех, кто отдавал преступный приказ стрелять в свой народ, и тех, кто этот приказ выполнял. Некоторые из них, воспользовавшись моментом, сбежали из Украины, некоторые затаились, а то и дальше продолжают работать в органах власти. Чем дальше, тем сильнее впечатление, что власть забыла о „Небесной сотне“, простила её гибель. „Правый сектор“ заявляет: никто не забыт и ничто не забыто… Если должностные лица не способны найти виновных в убийствах на Майдане — всех тех, у кого на руках кровь погибших героев Революции, это сделаем мы. Кем бы ни были преступники, где бы они не скрывались — мы найдём их. Для этого мы используем все свои усилия, связи и источники информации. Никто не избежит ответственности. Преступники предстанут перед Трибуналом „Небесной сотни“».
11 апреля около 50 активистов «Правого сектора» заняли штаб-квартиру Ровенской областной организации КПУ и потребовали прекратить её деятельность и передать занимаемые помещения в собственность местных общественных организаций. Националисты сожгли всю обнаруженную в штаб-квартире партии литературу и газеты.
23 апреля «Правый сектор» уведомил ОБСЕ, что, в связи с преобразованием в политическую партию, он не может считаться субъектом Женевских соглашений от 17 апреля 2014 года об урегулировании («деэскалации») ситуации на Украине, предусматривавших разоружение незаконных вооружённых групп, освобождение захваченных административных зданий и амнистию участникам протестов. На встрече мониторинговой миссии ОБСЕ во Львове с городским координатором «Правого сектора» тот заявил, что вся деятельность «Правого сектора» направлена на поддержание усилий по укреплению обороноспособности страны (включая регистрацию добровольцев и их общефизическую подготовку без оружия) и что «Правый сектор» координирует свои действия с СНБО Украины и её вооружёнными силами. Руководство львовского «Правого сектора» также заверило представителей ОБСЕ, что боевое крыло организации уже не существует, а сама она преобразовалась в политическую партию, а поэтому не считает себя одним из «вооружённых формирований», о которых идёт речь в Женевских соглашениях (на переговорах в Женеве Россия требовала от Украины разоружить «Правый сектор» в обмен на разоружение протестующих на востоке Украины).
Как сообщила газета «Известия» со ссылкой на неназванный источник, лидеры движения «Правый сектор» в конце апреля 2014 года выезжали в США на переговоры с представителями Госдепартамента США о выделении средств для создания полноценной политической партии на базе организации. Виктория Нуланд якобы предлагала активистам из «Правого сектора» на создание партийной инфраструктуры от 5 до 10 миллионов долларов. За это Нуланд потребовала от лидеров «Правого сектора» полной демилитаризации движения после президентских выборов, «однако лидера движения Дмитрия Яроша не устроила предложенная американской стороной сумма».

### «Правый сектор» и Россия
1 марта 2014 года в СМИ появилась информация, что Ярош обратился к международному террористу Доку Умарову в социальной сети «ВКонтакте» с призывом поддержать Украину в борьбе с Россией. «Правый сектор» опроверг информацию об обращении к Умарову и заявил, что информация появилась на странице из-за взлома аккаунта. Информация об этом обращении, однако, уже успела вызвать резкую реакцию в России.
3 марта Следственный комитет Российской Федерации возбудил уголовное дело в отношении Яроша по признакам преступлений, предусмотренных УК РФ (публичные призывы к осуществлению террористической и экстремистской деятельности, совершённые с использованием средств массовой информации). 5 марта было заочно предъявлено обвинение, Ярош был объявлен в международный розыск. Генеральная прокуратура Украины, однако, заявила на своём веб-сайте, что не видит оснований для его задержания и выдачи «в связи с наличием у Дмитрия Яроша гражданства Украины». В ГПУ указали, что в соответствии с положениями Европейской конвенции о передаче производства по уголовным делам от 1972 года, а также Конвенции о правовой помощи и правовых отношениях по гражданским, семейным и уголовным делам 1993 года, по просьбе российской стороны может быть организовано рассмотрение ходатайства об осуществлении Украиной уголовного производства в отношении указанного лица. Уголовное преследование также было начато в отношении других членов УНА-УНСО и «Правого сектора», в том числе Игоря Мазура, Валерия Бобровича, Дмитрия Корчинского, Андрея и Олега Тягнибоков, Владимира Мамалыги и др. В зависимости от роли каждого они подозреваются в совершении преступлений на территории Российской Федерации, предусмотренных УК РФ (создание устойчивой вооружённой группы (банды) в целях нападения на граждан, руководство такой группой (бандой) и участие в совершаемых ею нападениях).
2 апреля Роскомнадзор заблокировал все сайты и страницы, связанные с Дмитрием Ярошом и «Правым сектором». 19 мая сеть микроблогов Twitter ограничила доступ к русскоязычной странице «Правого сектора» на территории России. Роскомнадзор ранее направлял уведомления администрации сервиса с требованием удалить информацию, распространение которой запрещено на территории РФ, в том числе экстремистские материалы, однако эти требования Twitter оперативно не выполнялись. Ранее по требованию Роскомнадзора была также заблокирована страница «Правого сектора» в соцсети «ВКонтакте».
17 ноября 2014 года Верховный суд РФ по иску Генпрокуратуры РФ признал организацию «Правый сектор» экстремистской и запретил её деятельность в России. В декабре 2014 года крымское отделение ПС было объявлено в России террористической организацией.
12 августа 2015 года в Чите был вынесен приговор гражданину РФ Александру Додонову, намеревавшемуся вступить в организацию, по статье «Участие в деятельности общественного или религиозного объединения либо иной организации, в отношении которых судом принято вступившее в законную силу решение о ликвидации или запрете деятельности в связи с осуществлением экстремистской деятельности». Суд, учтя раскаяние обвиняемого, назначил наказание в виде лишения свободы сроком на один год и шесть месяцев в колонии-поселении.
В сентябре 2015 года Московский городской суд приговорил российского гражданина Александра Разумова к семи годам колонии. Суд установил, что в 2014 году осуждённый проходил обучение в тренировочном лагере «Правого сектора», после чего пытался завербовать двух российских полицейских в ряды украинских силовиков в Донбассе.
30 сентября 2016 года Следственный комитет РФ сообщил о возбуждении уголовного дела об экстремизме в отношении руководителей «Правого сектора» Дмитрия Яроша, Андрея Тарасенко, Андрея Стемпицкого, Валерия Воронова, Артёма Скоропадского, а также других членов организации по статье «Деятельность экстремистской организации» на основании доказательств, собранных Управлением по расследованию преступлений, связанных с применением запрещённых средств и методов ведения войны, Главного следственного управления СК при взаимодействии с ФСБ и МВД России.
23 января 2017 года Следственный комитет России сообщил о возбуждении уголовных дел в отношении пятерых граждан РФ, причастных к деятельности организации «Правый сектор» по признакам преступлений, предусмотренных статьёй «Руководство деятельностью экстремистской организации и участие в ней». По данным СК, все они в разное время покинули РФ и направились на Украину, где вступили в ряды «Правого сектора» и принимали активное участие в деятельности организации, в том числе на войне в Донбассе. 
23 января 2025 года Верховный суд РФ по иску Генпрокуратуры РФ признал организацию «Правый сектор» террористической.

### «Правый сектор» и Крым
3 марта 2014 года в связи с обострением ситуации вокруг Крыма Ярош как «главнокомандующий „Правого сектора“» выступил с обращением, в котором заявил, что «Правый сектор» расценивает действия России как непосредственное военное вторжение, а следовательно, Украина имеет право на «вооружённое противодействие агрессорам». Ярош сообщил, что командованием «Правого сектора» создан военный штаб, в задачу которого входит «разработка, тщательное планирование и дальнейшее командование отрядами „Правого сектора“ в их борьбе с российским агрессором» во взаимодействии с СНБО Украины. Одной из основных задач признана «борьба с кремлёвской пятой колонной, недопущение её широкомасштабной деятельности, обезвреживание её наиболее активных представителей, прекращение деятельности антиукраинских СМИ». Ярош приказал создать военные штабы «Правого сектора» во всех регионах Украины и призвал армию, СБУ и МВД к координации взаимодействия с региональными отделениями «Правого сектора», их вооружению и военной подготовке.
5 марта на пресс-конференции в Киеве представитель «Правого сектора» Игорь Мосийчук заявил, что «Правый сектор» намерен в случае открытого вторжения российских войск на территорию Крыма частично перенести свою деятельность в Москву: «Мы готовы ехать туда и делать там революцию». По словам Мосийчука, «Правый сектор» поддерживает связи с русскими националистами: «Мы рассчитываем, что сформируем на территории РФ мощную пятую колонну и победим кровавый режим Путина на его же земле».
11 марта 2014 года Верховный Совет Автономной Республики Крым (в то время, ещё в составе Украины) запретил на территории республики деятельность «Правого сектора» и входящих в него националистических группировок, а также ВО «Свобода» в связи с тем, что их деятельность угрожает жизни и безопасности жителей Крыма.
В сентябре 2015 года «Правый сектор» и ДУК ПС присоединились к блокаде Крыма, которую инициировали лидеры Меджлиса крымскотатарского народа. В руководстве движения заявили, что рассматривают это как «двойной удар — и непосредственный удар по московским интересам, и удар по нынешней системе, которая сложилась на Украине, системе предательства и сдачи государственных интересов». Бессрочная акция началась в полдень 20 сентября. Её участники заблокировали перевозку грузов по всем трём дорогам, ведущим с материковой Украины в Крым. Активисты требуют освободить украинских политзаключённых, устранить препятствование работе крымскотатарских и украинских СМИ в Крыму, обеспечить беспрепятственный допуск в регион иностранных журналистов и международных наблюдателей по правам человека, прекратить преследование крымских татар и украинцев в Крыму, снять запрет на въезд лидерам крымскотатарского народа. «Правый сектор» создал оперативный штаб по проведению акции. Дмитрий Ярош и Андрей Стемпицкий предложили распространить блокаду на Донецкую и Луганскую области.

### Обвинения в злоупотреблениях властью
4 марта 2014 года Геннадий Москаль, народный депутат Украины, первый заместитель председателя комитета Верховной рады Украины по вопросам борьбы с организованной преступностью и коррупцией, сообщил о поступивших в Комитет жалобах ровенчан на деятельность ровенского «Правого сектора» и, в частности, Александра Музычко. В них указывалось, что Музычко вместе с активистами «Правого сектора» занимается поборами и пытается внедрить систему «крышевания» не только бизнеса, но и правоохранительных органов, обосновывая свои действия «потребностями революции».
Пресс-центр ровенского «Правого сектора» назвал утверждения Москаля «очередной провокацией против „Правого сектора“, и, в частности, против Александра Музычко». Москаль обратился к Ярошу, главе МВД Авакову, генеральному прокурору Махницкому, председателю СБУ Наливайченко и секретарю СНБО Украины Парубию с просьбой вмешаться и восстановить законность в Ровно.
29 марта генеральный директор ООО «Инвестиционная компания „Спорт-Тур“» подал заявление в милицию по поводу материального ущерба, нанесённого принадлежащей его компании базе отдыха «Медвежья дубрава» (Закарпатская обл.) — в частности, бесследно исчезли 28 картин и 6 икон, которые имеют историческую и художественную ценность. По его словам, охрану базы отдыха с 23 по 26 марта осуществляли представители «Правого сектора».
31 марта политсовет «Правого сектора» сообщил о передаче ГАИ Украины машины «Chevrolet Explorer Express» из автопарка сына смещённого президента Виктора Януковича. Как утверждается в сообщении, автомобиль был взят «на ответственное хранение» и его «использовали в экстренных случаях»: «„Правый сектор“ никогда не скрывал, что, нуждаясь в транспортных средствах, взял в пользование автомобиль из автопарка Януковича. Но речь шла не об эксклюзивном бронированном суперкаре, как об этом писали некоторые СМИ, а о мини-бусе Chevrolet, который использовался в сфере обслуживания Межигорья. Теперь мы вернули его государству». «Правый сектор» продолжает требовать продажи автомобилей из автопарка Януковича «на публичном аукционе, который будет транслироваться в прямом эфире телеканалов и проходить под наблюдением Антикоррупционного бюро Украины». Вырученные средства предлагается направить на закупку оружия для Вооружённых сил Украины. Несколькими днями ранее «Правый сектор» подтвердил, что Дмитрий Ярош ездит на машине Януковича потому что «возить Яроша в небронированном авто — это преступление халатности».

### Противостояние между «Правым сектором» и украинской властью
В ночь с 24 на 25 марта 2014 года на территории Ровенской области в ходе спецоперации сил ГУБОП и спецподразделения «Сокол» был убит Александр Музычко (Саша Белый), координатор «Правого сектора» на Западной Украине.
Незадолго до смерти, 13 марта, Александр Музычко обнародовал своё обращение в СБУ, в котором обвинил руководство МВД и Генеральной прокуратуры Украины в подготовке его уничтожения. «Правый сектор» обвинил в убийстве Музычко министра внутренних дел Украины Арсена Авакова и пообещал отомстить ему. Городской совет Ровно объявил гибель Александра Музычко «заказным политическим убийством». Координатор «Правого сектора» в Ровенской области Роман Коваль сообщил, что за две недели до убийства Музычко встречался с уполномоченным правительства Украины Татьяной Черновол, которая приезжала по поручению и. о. президента Александра Турчинова. Она якобы рекомендовала ему на несколько месяцев исчезнуть из страны и предлагала 20 тысяч долларов. По мнению Коваля, Александр Турчинов и министр внутренних дел Арсен Аваков использовали силы «Правого сектора» в государственном перевороте, а теперь хотят избавиться от него, сохраняя перед Европой видимость демократии.
Вечером 27 марта более тысячи активистов «Правого сектора» собрались на митинг у здания Верховной рады. Боевики вели себя агрессивно, разбивали окна в здании и пытались проникнуть внутрь. Выступающие требовали отставки Арсена Авакова и проведения расследования обстоятельств гибели Музычко. Митингующие разошлись после того, как было объявлено о создании Верховной радой временной следственной комиссии по расследованию обстоятельств смерти Александра Музычко, в состав которой вошли и представители «Правого сектора» и активисты Евромайдана.
29 марта Верховный представитель ЕС по вопросам внешней политики и политики безопасности, вице-президент Европейской комиссии Кэтрин Эштон выступила с осуждением действий «Правого сектора». Эштон призвала «Правый сектор» воздержаться от применения силы и немедленно передать властям всё несанкционированное оружие. При этом Эштон подчеркнула необходимость провести беспристрастное расследование обстоятельств гибели Александра Музычко.
31 марта Временная следственная комиссия Верховной рады предложила ходатайствовать об отстранении от служебных обязанностей главы МВД Арсена Авакова на время расследования.
Вечером 31 марта в центре Киева произошёл очередной инцидент с участием активистов «Правого сектора». Один из них устроил стрельбу на Крещатике, недалеко от кафе «Мафия». Три человека получили ранения. После инцидента активисты «Правого сектора» увели соратника в отель «Днепр», который используется в качестве штаба организации. «Днепр» был блокирован милицией. Личность стрелявшего была установлена, и он был доставлен на допрос в СИЗО. По договорённости с милицией активисты «Правого сектора» утром покинули здание отеля. Сдав оружие, они в сопровождении сотрудников Службы безопасности Украины выехали на одну из загородных баз. Как сообщила пресс-служба МВД Украины, сотрудники правоохранительных органов обнаружили в покинутой боевиками гостинице несколько единиц оружия.
<…>
В сентябре 2014 года «Правый сектор» выступал против принятия Верховной радой законов об особом статусе части Донбасса и амнистии членов вооружённых формирований ДНР и ЛНР, расценив их как «капитуляцию перед внешним агрессором и предательство национальных интересов» и «фактическую легализацию войск оккупантов» на территории Украины.
<…>
13 июня 2015 года в Одессе активисты «Правого сектора», «Автомайдана», «Самообороны Одессы» и «Совета общественной безопасности» захватили помещение обкома Коммунистической партии Украины (КПУ) на улице Мечникова, 59, устроили в нём обыск и сожгли материалы, которые они сочли нарушающими закон Украины о декоммунизации.
8 сентября 2015 года Приморский районный суд Одессы арестовал на 60 суток лидера местного отделения «Правого сектора» Сергея Стерненко и члена организации Руслана Демчука. Стерненко и Демчук подозреваются в том, что в апреле 2015 года они напали на депутата райсовета Сергея Щербича, возглавлявшего одну из местных организаций партии «Родина», и похитили его. На другой день в связи с этим Дмитрий Ярош на своей личной странице в одной из социальных сетей призвал «всех граждан Украины, бойцов и активистов национально-освободительного движения „Правый сектор“ приготовиться к активным акциям гражданского неповиновения, основной целью которых будет ликвидация режима внутренней оккупации и обретения национальной государственности украинского народа». По выражению Яроша, «антиукраинская сволочь проводит системную реставрацию дореволюционных порядков и провоцирует украинский народ на ещё одно восстание… Предупреждаю властный режим: хватит играться в контрреволюцию, достаточно подыгрывать Путину и раскачивать государство… Народное терпение уже лопается, и сдерживать людей от вооружённого сопротивления становится невозможным».

### «Правый сектор» и события на Юго-Востоке Украины
20 марта 2014 года Дмитрий Ярош в интервью телеканалу «Донбасс» заявил, что, по его мнению, негативный имидж его организации связан с пропагандой российских СМИ, которая существенно влияет на большинство жителей Юго-Востока Украины.
12 апреля Дмитрий Ярош выступил с видеообращением, призвав все структуры «Правого сектора» мобилизоваться и готовиться к защите суверенитета и территориальной целостности Украины: «В эти часы на востоке Украины, в частности в Донецке и Славянске, происходит повторение крымского сценария… Этот антигосударственный мятеж проходит при поддержке ряда представителей местной власти и при полном бездействии власти центральной, в частности МВД. Кремль рассчитывает на то, что сможет занять восточные области Украины, не встретив ни малейшего сопротивления со стороны киевской власти. В связи с ситуацией, которая сложилась, приказываю всем структурам „Правого сектора“ провести полную мобилизацию и приготовиться к решительным действиям по защите суверенитета и территориальной целостности Украины». Ярош призвал правоохранительные органы Украины «не только не препятствовать „Правому сектору“, но и помогать наводить законный порядок на украинских землях». Он подверг критике деятельность правительства и призвал жителей Украины быть готовыми к давлению на власть путём пикетов и митингов: «Во время войны власть не критикуют — это правильно. Но стоит помнить и о том, что во время войны предателей расстреливают».
23 апреля Дмитрий Ярош заявил на пресс-конференции в Днепропетровске, что не будет заниматься предвыборной кампанией, а сосредоточится на «борьбе с сепаратизмом». Он сообщил о начале формирования «спецбатальона» в Донецкой области (предполагаемое наименование — «Донбасс») по согласованию с «руководством Совета национальной безопасности и обороны Украины, МВД и СБУ». По словам Яроша, жители Донбасса просят защитить их от сепаратистов: «Бандеровская армия наконец пересекла Днепр… Многие жители Донбасса сами просят „Правый сектор“ навести порядок… Заявляю, что отныне „Правый сектор“ берёт под защиту всё население Донбасса и гарантирует его свободное и всестороннее развитие». Ярош потребовал от и. о. президента Александра Турчинова начать массовое вооружение населения. Данные меры, по словам Яроша, должны в первую очередь коснуться «добровольческих патриотических формирований». 28 апреля «Правый сектор» направил Арсену Авакову обращение с требованием к МВД Украины вооружить бойцов формируемого спецбатальона: «Мы вынуждены брать оружие сами, внедрять практику захвата заложников для обмена на наших активистов».
Ранее Ярош заявил, что «Правый сектор» перенёс свой штаб из Киева в Днепропетровск, потому что «из Днепропетровска легче отслеживать ситуацию на Донбассе». Местные СМИ сообщали о тайной встрече Яроша с главой Днепропетровской областной госадминистрации Игорем Коломойским, которая состоялась 16 апреля. Позднее «Правый сектор» признал, что на первом этапе формирования Добровольческого украинского корпуса Игорь Коломойский как губернатор Днепропетровской области действительно оказал помощь: «С какой мотивацией он помогал — понятно. Но приведённый факт не означает, что „Правый сектор“ имеет обязательства перед экс-главой Днепропетровской ОГА. Наше движение никогда не будет действовать в интересах олигархов». Ярош также заявлял, что дружит с командой Коломойского: «С Геннадием Корбаном, Славой Олейником, Борисом Филатовым у меня дружественные отношения. Но опять же, мы тоже познакомились после революции. Война нас, так сказать, сдружила». Существует мнение, однако, что это утверждение не совсем соответствует истине, поскольку, возможно, Коломойский финансировал «Правый сектор» ещё во время Евромайдана, а в апреле 2014 года, когда над Днепропетровской областью нависла угроза, Коломойский обратился за помощью к «Правому сектору». Помощь, по словам Яроша, представляла собой транспорт и военное снаряжение, предназначавшиеся для фронта.
25 июня спецподразделение «Сич» «Правого сектора» попыталось захватить Долинский нефтеперерабатывающий завод в Кировоградской области, принадлежащий народному депутату Украины Руслану Цыплакову. В сообщении пресс-службы «Правого сектора» было сказано, что «акция осуществляется в рамках кампании, направленной на уничтожение финансово-экономической базы боевиков, ликвидации источников финансирования сепаратистского движения на Донбассе», так как брат владельца «является одним из лидеров террористической организации „Донецкая Народная Республика“».
«Правый сектор» также взял на себя ответственность за похищение городского головы Курахово Донецкой области и депутата горсовета Эдуарда Авраменко. Этот факт подтвердил в соцсети руководитель днепропетровского отделения «Правого сектора» Андрей Денисенко, обвинивший Головня и Авраменко в негласной поддержке ДНР и проведении референдума о создании республики.
Как говорится в докладе мониторинговой миссии ОБСЕ, активисты «Правого сектора» в Ивано-Франковске в течение трёх-четырёх дней блокировали АЗС российской нефтяной компании «Лукойл», требуя выделять по три тонны бензина в месяц на нужды украинской армии. Ещё одна АЗС была заблокирована «Правым сектором» 24 июля. По словам работников АЗС, боевики заявили, что будут блокировать работу российской компании до тех пор, пока она не выполнит их требования или закроет все свои предприятия на территории Украины.
16 июля 2014 года Ярош объявил о создании «Добровольческого украинского корпуса» на базе силового блока «Правого сектора»: «Я как Лидер „Правого сектора“ считаю необходимым все силы нашего движения (политической партии, общественной организации, силового блока) направить на борьбу с московской агрессией, уничтожение врагов украинского народа — террористов и сепаратистов, возвращение под полный контроль государства Донецкой и Луганской областей и Крымского полуострова…» Ярош призвал членов партии «Правый сектор» и общественной организации прекратить все «внутрипартийные распри» и отложить «борьбу за власть», направив все усилия на «политическое, информационное и материально-техническое обеспечение боевой деятельности Добровольческого украинского корпуса „Правого сектора“»: «Все, кто считает себя бойцом силового блока ПС, отныне переходят под командование Корпуса… Помните, что атаманщина и анархия играют на руку врагу и будут жёстко караться. Втягивание в криминальные разборки, „отжим“ бизнеса, давление на украинских предпринимателей ради собственного обогащения, „крышевание“ коррупционных схем и нелегального бизнеса — это действия, несовместимые со званием бойца Добровольческого украинского корпуса „Правого сектора“. Те представители силового блока, которые не войдут в боевые или территориальные структуры Корпуса, будут считаться не имеющими отношения к „Правому сектору“». Командиром корпуса был назначен Андрей Стемпицкий, начальником штаба — Валерий Воронов. Сам Ярош, судя по его сообщениям в социальных сетях, принял участие в развернувшемся наступлении украинских войск на Донецк, а с сентября 2014 года — в обороне Донецкого аэропорта и прилегающего посёлка Пески.
<…>
В конце 2014 — начале 2015 гг. «Правому сектору» было предложено перевести свои вооружённые формирования под контроль министерства обороны Украины. По словам советника президента Украины Юрия Бирюкова, членам группировки были предложены схемы «полной легализации» — в частности, предлагалась обязательная служба по контракту, однако «Правый сектор» от этого отказался. Президент Порошенко обозначил своё отношение к добровольческим батальонам: «Территориальная оборона подчинена чёткой военной вертикали, и у нас ни у одного губернатора не будет своих карманных вооружённых сил».
В марте 2015 года, согласно заявлениям руководства ДУК «Правого сектора», в штабе АТО им выдвинули ультиматум: до 1 апреля покинуть зону АТО. Добровольцы отказались, заявив, что «армия не будет воевать с „Правым сектором“». В Генштабе начали искать компромисс. Обсуждались разные варианты: от вхождения добровольческих батальонов в состав уже существующих бригад до создания автономного подразделения, подконтрольного напрямую Дмитрию Ярошу. В результате 5 апреля Дмитрий Ярош официально стал советником главы Генштаба генерала Виктора Муженко.
В апреле 2015 года боевые подразделения ДУК ПС были отведены с линии фронта в тыл и блокированы подразделениями ВСУ.
<…>
По словам Яроша, за период вооружённых действий в Донбассе боевые и небоевые потери ДУК ПС составили 64 человека, раненых — более 500.

### Инцидент в Мукачеве
В июле 2015 года «Правый сектор» оказался замешан в криминальную историю, произошедшую на территории Закарпатской области — 1-й запасной батальон ДУК ПС «Закарпатье» оказался вовлечён в попытку передела сфер влияния на местном рынке контрабанды сигарет с Украины в страны Евросоюза. 11 июля во время выяснения отношений между влиятельным депутатом Верховной рады Михаилом Ланьо и командиром 1-го запасного батальона ДУК «Правый сектор», которого сопровождала группа вооружённых подчинённых на четырёх внедорожниках, произошла перестрелка, в результате которой погиб один человек. После вмешательства правоохранительных органов этот инцидент закончился кровопролитием и перерос в противостояние между «Правым сектором» и властью, ограничившееся, впрочем, громкой риторикой.
Президент Украины Пётр Порошенко потребовал немедленно наказать тех, кто начал войну в мирном городе. Генеральная прокуратура Украины (ГПУ) в тот же день создала специальную межведомственную группу для расследования этого инцидента, а впоследствии было открыто уголовное производство по правонарушениям, предусмотренным частью первой статьи 255 «Создание преступных организаций» и частью второй статьи 258 «Террористический акт» Уголовного кодекса Украины.
Верховная рада создала Временную парламентскую комиссию по расследованию обстоятельств конфликта в Закарпатской области, которую возглавил народный депутат Николай Паламарчук.
Уже 11 июля «Правый сектор» объявил полную мобилизацию и начал бессрочную акцию протеста (продлившуюся до 19 июля) перед зданием Администрации президента Украины в Киеве с требованием отставки министра внутренних дел Украины Арсена Авакова, а также отставки и привлечения к уголовной ответственности руководителей милиции Закарпатской области. Акции «Правого сектора» были организованы перед зданиями местных управлений МВД в Херсоне, Тернополе, Днепропетровске, Харькове и Львове.
17 июля на пресс-конференции в Киеве Дмитрий Ярош, взяв на себя ответственность за произошедшее в Мукачеве, предложил амнистировать бойцов «Правого сектора», открывших стрельбу в Мукачеве, в обмен на вступление «Правого сектора» в Вооружённые силы Украины «на наших условиях». Он отметил, что не оправдывает членов «Правого сектора», открывших огонь, но сказал, что «они воевали с прогнившей системой». По словам Яроша, «власть развернула информационную войну против „Правого сектора“ и пытается использовать этот инцидент для уничтожения наших структур — и боевых, и тыловых, и политической организации».
21 июля на чрезвычайном съезде движения было принято решение о переименовании в «Национально-освободительное движение „Правый сектор“» и отказе от участия в местных выборах осенью 2015 года. Были выдвинуты требования к властям о проведении всеукраинского референдума о недоверии парламенту, правительству и президенту; отмене Минских соглашений; блокаде оккупированных территорий Крыма и Донбасса и легализации добровольческих батальонов. В тот же день народное вече, организованное движением «Правый сектор» на Площади Независимости в Киеве, собрало более 2 тыс. человек. Позднее (в феврале 2016 года) Ярош заявлял по этому поводу: «Я, да и боевые командиры тоже, тогда переоценили организационные возможности Правого сектора по организации такого референдума. Даже в части сбора необходимых подписей за ограниченное время для его проведения. К сожалению, оказалось, что наши структуры не готовы к такой работе… Я в то время переоценивал организационные возможности и ресурсы Правого сектора. Это моя ошибка. Дело в том, что большинство времени я проводил на фронте и не владел всей информацией о состоянии наших политических ячеек в регионах».
Что касается активистов ПС, скрывшихся после инцидента в Мукачеве, то, как позднее заявил Ярош, четверо было задержано (двое из них были ранены), а остальные смогли добраться до фронта и находятся в составе ДУК.

## Смена лидера и последовавшие события
11 ноября 2015 года Дмитрий Ярош написал на своей странице в социальной сети Facebook, что слагает с себя полномочия лидера движения: «8 ноября в Киеве состоялась конференция руководящего состава „Правого сектора“. Целью, декларируемой организаторами — частью Провода ПС, — была выработка рабочих материалов для подготовки всеукраинского съезда УОД ПС,… подготовка революционной концепции противодействия внешним и внутренним врагам. Вместо этого инициаторы и некоторые участники собрания взяли на себя нелегитимные функции: определение стратегического направления развития ПС и избрание ещё одного Провода, где мне выделена должность Проводника.
Получив ранение и нуждаясь в длительном времени на лечение, я доверил некоторые направления управления Движением своим ближайшим единомышленникам, которые имели и имеют свой взгляд на развёртывание националистического движения. Моя же позиция далеко не во всём совпадает с устремлениями части Провода. Как руководитель я несу персональную ответственность за всё, что происходит в организации, и не собираюсь перекладывать её на других. Именно поэтому я не могу быть „свадебным генералом“ в „Правом секторе“. Поэтому я вынужден ответить отказом на предложение возглавить предложенный конференцией Провод и складываю с себя полномочия Проводника УВР ПС, оставаясь националистом, государственником и революционером». Также он покинул посты проводника и лидера партии.
В связи с этим пресс-служба движения «Правый сектор» сделала заявление о том, что «в ближайшие дни состоится заседание Провода НОД ПС, на которое будет приглашён Ярош и где будут окончательно решены все вопросы и разработаны детали нашей стратегии… Мы должны усилить наше Движение и приготовить к его противостоянию с враждебными силами. А для этого необходимо его очищение от агентуры врага и лиц, чрезвычайно далёких от националистического образа мышления и деяния».
Дмитрий Ярош возглавил новое движение — Национальное движение «ДІЯ» (Державницька ініціатива Яроша), которое, по его словам, должно объединить людей, которые ещё не были в политике, которые являются патриотами, но они не обязательно националисты, как было в Правом секторе за исключением сторонников левых взглядов. К структуре присоединились ДУК ПС и медицинский батальон «Госпитальеры», 25-30 % членов и 10 областных организаций партии Правый сектор.
Тем временем 19 марта 2016 года ПС провёл IV Съезд, на котором был избран новый состав «провода» и новый лидер партии. Им стал член Центрального бюро Андрей Тарасенко. На съезде была озвучена цель ПС — создание государства украинской нации (режим нациократии) с помощью массового революционного движения, задачей которого является освобождение украинцев от духовного и физического рабства. Также съезд утвердил новую редакцию программы ПС.
«Новый» ПС позиционирует себя как более радикальный, чем «старый», которым руководил Ярош. Собственно, именно радикализм и стал официальной причиной раскола. Оставшиеся в ПС активисты решительно настроены не только против внешних врагов Украины, но и против внутренних, к числу которых относят и власть, установившуюся после Евромайдана. Тем не менее показательно, что Тарасенко сразу после избрания заговорил и об участии ПС в официальном политическом процессе (выборах), пусть и с целью пропаганды. Вероятно, как минимум, на данном этапе ПС не намерен, а точнее — не имеет достаточных возможностей идти на прямую конфронтацию с действующей властью. Тем не менее, им для успеха и привлечения системных спонсоров (ведь как признают и в самом ПС, вместе с Ярошем ушли и деньги) необходима какая-то деятельность, которая бы позволила им выделиться как на фоне «старых» правых партий, так и на фоне конкурентного проекта Яроша «Дія».
22 февраля 2017 года организация вместе с «Национальным корпусом» и Всеукраинским объединением «Свобода» провела в Киеве «Марш национального достоинства», по итогам которого был принят ультиматум власти, в котором, в частности, националисты заявили об объединении усилий, «чтобы противостоять сдачи страны вооружённым оккупантам с Востока и финансовым вымогателям с Запада». 16 марта данные политические силы, а также Конгресс украинских националистов, Организация украинских националистов и «C14» подписали «Национальный манифест».

## Идеология

### Обвинение в расизме и ксенофобии
Журналисты, общавшиеся с Дмитрием Ярошем в период «Евромайдана», характеризовали его взгляды как «воинствующий национализм». По мнению журналиста Саймона Шустера, идеология «Правого сектора» граничит с фашизмом. Сам «Правый сектор» предпочитает именовать свою идеологию «революционным национализмом», основывающимся на идеях Степана Бандеры:

Наше отношение к русским так же, как и к другим представителям национальных меньшинств, вполне вписывается в методологию, предложенную Степаном Бандерой: братское к тем, кто вместе с нами борется за государственность украинской нации; толерантное к тем, кто признает наше право быть хозяевами собственной судьбы на своей земле; враждебное к тем, кто это право отрицает. Мы считаем, что дерусификация Украины — вполне справедливое и необходимое явление. Понятие дерусификации означает, что этнические украинцы вернутся к собственной речи, истории, идентичности… Вместе мы отстаиваем право всех национальных меньшинств (в том числе и русских) на воспитание собственной идентичности и культуры. Мы не спутываем это право с деятельностью иностранных шовинистических, имперских центров, деятельность которых должна быть прекращена.
Ярош отвергал обвинения в симпатиях «Правого сектора» к нацистской идеологии — по его словам, среди активистов «Правого сектора» имелись представители различных национальностей, «40 % членов Правого сектора говорят на русском языке». Главой информационного отдела «Правого сектора» с февраля по декабрь 2014 года был еврей Борислав Берёза, по словам которого, во время Холокоста в Бабьем Яру погибло 7 его родственников.

В лагере «Правого сектора» сейчас плечом к плечу ведут борьбу и те, кто говорит на украинском, и те, кто говорит по-русски, те, кто говорит на белорусском, и украинцы, и отдельные неукраинцы. В том числе в стане «Правого сектора» прошёл боевую выучку не один российский патриот, который приехал из России, чтобы поддержать борьбу и перенести её огонь на просторы собственной Отчизны.
Оригинальный текст (укр.)…у загонах “Правого сектору” зараз пліч-о-пліч ведуть боротьбі і ті, хто говорить українською, і ті, хто говорить російською, ті, хто говорить білоруською, і українці, і окремі неукраїнці. В тому числі в лавах “Правого сектору” пройшов бойовий вишкіл не один російський патріот, котрий приїхав з Росії, щоб підтримати нашу боротьбу і перенести її вогнище на терени власної вітчизни.
Преемник Яроша Андрей Тарасенко заявил, что у организации нет никаких «фобий», что она уважает любую нацию и поддерживает модель национального государства. Когда летом 2014 на Ближнем Востоке проводилась Операция «Нерушимая скала», активисты Правого сектора принимали участие в демонстрациях в поддержку Израиля в городе Днепропетровск 28 июля 2014 года, заявив: «Мы, как и Израиль, учимся единству, учимся любить и защищать свою страну, воюем с самым отвратительным и гнусным врагом — терроризмом.».

### Различные обвинения
Российское государство рассматривается «Правым сектором» как враждебное по отношению к национальному украинскому государству. В августе 2008 года Ярош в интервью изданию Цензор.нет называл войну в Грузии «продолжением военной экспансии Московской империи», продолжения которой «следует ожидать в Украине». 12 марта 2014 года Роскомнадзор заявил, что рассматривает это интервью как экстремистские материалы, направленные «на возбуждение национальной розни», и вынес предупреждение изданию Lenta.ru, опубликовавшему ссылку на него.
Среди активистов «Правого сектора» имелись украинские граждане — члены УНА-УНСО, воевавшие против российских войск во время Первой чеченской войны, — в частности, Александр Музычко и Игорь Мазур. Николай Карпюк, один из лидеров «Правого сектора», в марте 2014 года при неясных обстоятельствах оказался на территории РФ, где Следственный комитет Российской Федерации предъявил ему обвинения в убийствах российских военнослужащих во время Первой чеченской войны. В дальнейшем СК России возбудил уголовные дела за участие в боевых действиях на стороне ЧРИ в 1994—1995 годах в отношении ещё нескольких членов «Правого сектора», а также других украинских националистических организаций. Среди фигурантов этих дел оказались Дмитрий Ярош, Арсений Яценюк и Олег Тягнибок. 7 сентября 2019 года Карпюк был освобождён в рамках обмена пленными между Украиной и РФ.
Во время войны на Донбассе Дмитрий Ярош сотрудничал с Исой Мунаевым, командиром Батальона имени Джохара Дудаева.

### Внешняя политика
Заявляя о приверженности идеям украинского национализма, программа организации «Тризуб», инициировавшей создание «Правого сектора», отвергает идеи гуманизма, социализма, либеральной демократии (демолібералізма), атеизма, космополитизма, глобализации, поскольку они якобы формируют у человека рабское сознание и превращают его в часть «космополитического стада», местом обитания которого становится «всемирный концлагерь». Альтернативой представляется национальное возрождение Украины как государства украинского народа, который создан Богом. Идеал «Тризуба» — «украинское соборное независимое государство» (укр. Українська Соборна Самостійна Держава, УССД), во главе которого будет стоять «Национальный Орден». Врагами при достижении цели построения этого государства являются «империализм и шовинизм, коммунизм и национал-социализм, демолиберализм и космополитизм, глобализм и псевдонационализм и всякая другая нечисть, которая стремится паразитировать на крови и поте украинцев или увести их с магистрального пути к своему национальному государству». До тех пор, пока у «коренной нации» не появится «право творить державу, формировать и контролировать власть», до тех пор будет «невозможно решить ни одну её проблему (политическую, социальную, экономическую, межнациональную, военную, религиозно-конфессиональную, образовательную, культурную, экологическую и т. д.) в её пользу, до тех пор над украинцами на их земле будут властвовать чужие правды, чужие силы, чужая воля».
Лидеры «Правого сектора», призывая к единству всех «повстанческих» сил, боровшихся против «режима внутренней оккупации», в то же время считали украинскую парламентскую оппозицию, включая Всеукраинское объединение «Свобода», «либералами и конформистами». Именно активисты «Правого сектора» смогли добиться того, что традиционные лозунги украинских националистов 1930-х годов «Слава Украине! Героям слава!», «Слава нации! Смерть врагам!» «Украина превыше всего!» были активно подхвачены остальными протестующими.
Хотя ещё 10 февраля 2014 года, пока шли переговоры между лидерами парламентской оппозиции и президентом Януковичем, Ярош заявлял в интервью, что «Правый сектор» является не политической партией, а революционным национальным движением и поэтому не вступает в политическую борьбу, лишь требуя полной смены системы политической власти, «Правый сектор» к этому времени фактически уже начал позиционировать себя как самостоятельную политическую силу, а в начале марта 2014 года речь зашла об объединении в политическую партию и претензиях на президентский пост.

#### Отношение к Евросоюзу
Массовые протесты в поддержку евроинтеграции Украины «Правый сектор» использовал как возможность для того, чтобы «заявить позицию правых сил», поскольку в начале «Евромайдана» речь шла исключительно о подписании ассоциации с ЕС, тогда как правые ставили перед собой цель «осуществить национальную революцию и скинуть этот режим, который мы называем режимом внутренней оккупации»:

Для нас Европа не является целью. На самом деле присоединение к Европе означало бы смерть для Украины. Европа станет смертью для государства и для христианства. Мы хотим Украину для украинцев, управляемую украинцами и не служащую интересам других.— Руководитель киевской организации «Правого сектора» Андрей Тарасенко
Дмитрий Ярош в интервью дал следующее пояснение: 

«Правый сектор» выступал и выступает за подписание политической ассоциации с Евросоюзом. Но при этом мы очень осторожно относимся к членству в ЕС. Потому что на самом деле тот брюссельский бюрократический монстр, который существует, все делает для того, чтобы нивелировать национальную идентичность, традиционную семью, [им] проводится антихристианская политика. Соответственно у нас есть своё видение этой ситуации, и мы считаем, что Украина должна быть субъектом, а не объектом геополитики. Нужно построить крепкое государство и строить какие-то геополитические конструкции вокруг Украины— .

## Комментарии
1. ↑  В августе 2014 года входил в состав ДУК, в мае 2015 года договорился с «Правым сектором» о «совместных действиях на внешнем и внутреннем фронтах»(ЗАЯВА ЩОДО УТВОРЕННЯ «БАТАЛЬЙОНУ ОУН». Організація Українських Націоналістів. Архивировано 18 сентября 2014 года./Михайло Кондра. КРИМІНАЛЬНО-ПРАВОВА ОЦІНКА ДОБРОВОЛЬЧИХ ФОРМУВАНЬ ДУК ПС ТА БАТАЛЬЙОН "ОУН". «Правий сектор» (19 июня 2015). Архивировано 7 декабря 2015 года./Роман Ганкевич. ДУК «Правий сектор» і батальйон «ОУН» домовилися про спільні дії. «Zaxid.net» (21 мая 2015). Архивировано 4 марта 2016 года.).
2. ↑  Общественная инициатива «Белый молот» — объединение «автономных» националистов, которое стремится к «утверждению украинской Украины на основе национал-социализма»; возникло в сентябре 2012 года в Киеве и получило широкую известность в целом ряде регионов, пропагандируя «прямое действие». Первыми её акциями были погромы нелегальных игровых салонов(Основные силы, участвующие в беспорядках на Украине. Справка. РИА Новости (27 января 2014). Дата обращения: 12 марта 2014. Архивировано 3 октября 2018 года.Мальцев В. Кто такие и чего хотят боевые отряды Майдана. Сайт slon. Дата обращения: 22 февраля 2014. Архивировано 27 февраля 2014 года.)
3. ↑  Карпюк исчез в марте 2014 года и в настоящее время ожидает в России суда (Удерживаемого в России Николая Карпюка хотят использовать, чтобы «шить» дела Ярошу и Тягнибоку. UaLife.net (31 июля 2014). Дата обращения: 13 сентября 2015. Архивировано 23 марта 2015 года.).